# Gordon Ferris
Pour les articles homonymes, voir Ferris.
Gordon Ferris, né en 1949 à Kilmarnock, est un écrivain écossais, auteur de roman policier.

## Biographie
Il publie, en 2007, Truth Dare Kill, un roman policier historique, dont le héros, Danny McRae, est un ancien espion, devenu détective privé à Londres, qui souffre de troubles de la mémoire causées par des traumatismes subis pendant la Seconde Guerre mondiale qui vient de se terminer. Le personnage revient dans The Unquiet Heart (2008).
En 2011 paraît La Cabane des pendus (The Hanging Shed), premier titre d'une série consacrée aux enquêtes de Douglas Brodie, un journaliste spécialisé dans les affaires criminelles qui vit dans le Glasgow des années 1940.

## Œuvre

### Romans

#### SérieDanny McRae
- Truth Dare Kill (2007)
- The Unquiet Heart (2008)

#### SérieDouglas Brodie
- The Hanging Shed (2011) Publié en français sous le titre La Cabane des pendus, Paris, Presses de la Cité, coll. « Sang d'encre » (2012)  (ISBN 978-2-258-09140-5) ; réédition, Paris, Éditions Points, coll. « Points policier » no P4295 (2016)  (ISBN 978-2-7578-5288-0)
- Bitter Water (2012) Publié en français sous le titre Les Justiciers de Glasgow, Paris, Éditions du Seuil, coll. « Seuil policiers » (2016)  (ISBN 978-2-02-122255-5) ; réédition, Paris, Éditions Points, coll. « Points policier » no P4476 (2017)  (ISBN 978-2-7578-6484-5)
- Pilgrim Soul (2013) Publié en français sous le titre La Filière écossaise, Paris, Éditions du Seuil, coll. « Seuil policiers » (2017)  (ISBN 978-2-02-122258-6)
- Gallowglass (2014)Publié en français sous le titre Les adieux de Brodie, Paris, Éditions du Seuil, coll. « Cadre Noir » (2018)  (ISBN 978-2-02-122268-5)

#### Autre roman
- Money Tree (2014)

## Prix et distinctions

### Nominations
- Historical Dagger Award 2011 pour The Hanging Shed[1]
- Historical Dagger Award 2012 pour Bitter Water[1]
- Historical Dagger Award 2013 pour Pilgrim Soul[1]